# Austrochloritis disjuncta
Austrochloritis disjuncta är en snäckart som först beskrevs av Gerard Kalshoven Gude 1906.  Austrochloritis disjuncta ingår i släktet Austrochloritis och familjen Camaenidae. Inga underarter finns listade i Catalogue of Life.